# Strzelby, zarazki, maszyny
Strzelby, zarazki, maszyny. Losy ludzkich społeczeństw (ang. Guns, Germs, and Steel: The Fates of Human Societies) – książka autorstwa Jareda Diamonda, wydana w 1997 r. W 1998 r. zdobyła Nagrodę Pulitzera oraz przyznawaną przez Royal Society Royal Society Prizes for Science Books. W lipcu 2005 r. telewizja PBS wyemitowała film dokumentalny nakręcony na jej podstawie produkcji National Geographic. 
Pierwsze polskie wydanie książki opublikowało wydawnictwo Prószyński w 2000, w przekładzie Marka Konarzewskiego. W 2020 nakładem wydawnictwa Zysk ukazał się nowy polski przekład Tomasza Tesznara, zatytułowany „Strzelby, zarazki i stal. Krótka historia ludzkości”.

## Zasadnicze tezy
Według autora jej alternatywny tytuł mógłby brzmieć: „Krótka historia wszystkiego. Ostatnie 13 tys. lat”. Ale książka nie jest tylko opisem historii. Jej zadaniem jest wyjaśnienie, co spowodowało, że cywilizacje euroazjatyckie osiągnęły taki sukces i zdominowały resztę świata, a także odrzucenie twierdzeń jakoby miało to wynikać z moralnej, kulturowej lub genetycznej wyższości ludów Eurazji. Wskazuje, że prawie wszystkie osiągnięcia ludzkości (naukowe, artystyczne, architektoniczne, polityczne itp.) zostały dokonane na terenie Eurazji, podczas kiedy ludzie na innych kontynentach (ludność Afryki subsaharyjskiej, rdzenni Amerykanie, australijscy Aborygeni i mieszkańcy Nowej Gwinei) byli przedmiotem podboju, wypędzeń, a w niektórych przypadkach eksterminacji przez kultury czerpiące swoją siłę z wczesnego rozwoju rolnictwa, który nastąpił po ostatnim zlodowaceniu.
Jako przyczynę tego sukcesu Diamond proponuje uznać geografię. Twierdzi, że różnice w poziomie rozwoju technologicznego i społecznego wynikają z różnic środowiska i częściowo mogą zostać zwiększone dzięki kulturze. Nawet jeśli kulturowe lub genetyczne różnice faworyzowały ludy euroazjatyckie (np. scentralizowany rząd w Chinach czy zwiększona odporność na choroby u Europejczyków), zawsze ich przyczyną były uwarunkowania geograficzne.
Diamond podkreślał, że książka operuje o wiele większą skalą czasową niż większość innych książek dotyczących historii i jego zamierzeniem było wyjaśnienie dlaczego np. w 1492 Eurazja była niemal w całości zaludniona przez społeczeństwa mające rządy, pismo, narzędzia żelazne i regularne wojsko, podczas gdy inne kontynenty były prawie w całości zaludnione przez społeczności łowców-zbieraczy mające gospodarkę epoki kamienia. W tej skali czasowej, jak pisał, czynniki badane przez historyków są nieodpowiednie, np. Australię zamieszkiwały setki niezależnych plemion Aborygenów z bardzo zróżnicowaną kulturą, niektóre budowały wsie z kanałami i łowiły ryby, ale żadne nie rozwinęło rolnictwa, armii lub narzędzi metalowych. Jak uważa Diamond, należy zbadać czynniki środowiskowe, gdyż pominięcie tych badań pozostawi pustkę, którą następnie zapełnią rasistowskie uprzedzenia.
Tytuł książki jest odniesieniem do sposobu, w jaki Europejczycy podbijali ludy na innych kontynentach i utrzymywali swoją dominację. Pomimo – najczęściej – znacznej przewagi liczebnej tubylców o wiele lepsza broń zapewniała Europejczykom przewagę militarną (tytułowe strzelby). Przynoszone przez nich choroby osłabiały miejscową ludność, co ułatwiało narzucenie władzy (zarazki), a scentralizowany aparat administracyjny promował nacjonalizm, sprawną gospodarkę i armię (maszyny/stal). Książka ma zadanie wyjaśnić, głównie przy pomocy czynników geograficznych, dlaczego Europejczycy posiedli tak znaczną przewagę militarną oraz dlaczego choroby dla nich niegroźne czyniły takie spustoszenie wśród podbijanych ludów.
Diamond przedstawia dwie najważniejsze przyczyny, którym Eurazja zawdzięczała szybki rozwój rolnictwa i przewagę ekonomiczną:
- Dostępność najlepszych (w kategoriach łatwości hodowli i wydajności) roślin uprawnych i zwierząt hodowlanych. W przypadku zwierząt przewaga była miażdżąca, ponieważ na innych obszarach spotykano co najwyżej dwa (lub żadne) gatunki nadające się do hodowli, tymczasem Eurazję zamieszkiwały zwierzęta takie jak kozy, owce, świnie, bydło oraz takie zwierzęta jak psy i konie.
- Ukształtowanie geograficzne: rozległe euroazjatyckie równiny są rozciągnięte na osi wschód-zachód na podobnej szerokości geograficznej (a co za tym idzie mają podobny klimat) i nie są podzielone trudnymi do przebycia barierami geograficznymi. W rezultacie ludom euroazjatyckim o wiele łatwiej było zasiedlać nowe obszary, przenosząc ze sobą te rośliny i zwierzęta, od których zależała ich gospodarka. W przeciwieństwie do nich, mieszkańcy Ameryki, która jest rozciągnięta wzdłuż osi północ-południe musieli w czasie migracji przystosować się do zupełnie nowego środowiska, stref klimatycznych, roślin, a także zwierząt – tam gdzie były dostępne.

Rdzenni Amerykanie np. mieli dostęp do zboża, była nim kukurydza. Ale jest to roślina zawierająca mało składników odżywczych i każde ziarno musi być sadzone osobno, co jest trudnym i wyczerpującym zajęciem. Tymczasem Europejczycy mieli pszenicę i jęczmień, pożywne, odporne i łatwe w uprawie (żeby je zasiać, wystarczy rozrzucić nasiona). Była to przyczyna powstania nadwyżki żywnościowej i szybkiego wzrostu liczby ludności. To spowodowało szybki rozwój gospodarczy, powstawanie wynalazków i rzemiosła, tak samo jak nierówności i podziałów społecznych. Ziarna pszenicy i jęczmienia mogą być nie tylko łatwiej zasiane, również są łatwiejsze w przechowywaniu, w przeciwieństwie np. do bananów. Ponadto na obszarze subsaharyjskim ludzie mieli dostęp głównie do dzikich zwierząt, które nigdy nie poddały się hodowli, a często – jak np. lwy i lamparty – są niebezpieczne. A Europejczycy i Azjaci mieli łatwe do tresury konie i psy, kozy, z których skór robili ubrania, dające mleko krowy i zwierzęta dające mięso takie jak świnie i kury. Eurazja była po prostu beneficjentem geograficznych, klimatycznych i środowiskowych uwarunkowań epoki holocenu, czyli ostatnich 13–15 tysięcy lat. Diamond przypomina, że jedyne zwierzęta przydatne dla ludzkiej gospodarki, jakie żyją na Nowej Gwinei, dostały się tam z Azji wschodniej podczas inwazji ludów austronezyjskich około 4–5 tysięcy lat temu.
Autor pokrótce wyjaśnia dlaczego dominujące potęgi z ostatnich 500 lat były raczej zachodnioeuropejskie niż wschodnioazjatyckie (głównie chińskie i indyjskie). Obszary Azji, gdzie rozwijały się główne cywilizacje Azji, miały geograficzne właściwości prowadzące do powstania wielkich, stabilnych i izolowanych imperiów, które istniały bez zewnętrznej presji i wewnętrznej konkurencji. Ta sytuacja prowadziła do stagnacji i braku ekspansji. Europa była przedzielona barierami geograficznymi i podzielona na rywalizujące ze sobą organizmy polityczne. Była niestabilnym politycznie obszarem nieustannej konkurencji, co sprzyjało powstawaniu i przyswajaniu innowacji (bardzo często importowanych) w technice, polityce i kulturze. W tej sytuacji ekspansja była jedną z metod do uzyskania przewagi nad rywalami.

## Treść
Diamond dowodzi, iż sukces cywilizacji europejskiej nie jest produktem siły woli czy też inteligencji, a wynikiem możliwości i korzystnych zbiegów okoliczności. Najwcześniejsze społeczeństwa prowadziły gospodarkę łowców-zbieraczy. Pierwszy krok ku cywilizacji to powstanie rolnictwa oraz udomowienie i hodowla zwierząt. Rolnictwo prowadzi do powstania nadwyżek żywności i w ten sposób do stratyfikacji społeczeństwa, szybkiego wzrostu zaludnienia i specjalizacji pracy. W obrębie dużych społeczności wyłaniają się klasy rządzące, powstaje biurokracja i państwo.
Choć rolnictwo powstało niezależnie na wielu obszarach świata, Eurazja zawdzięcza swoją szczególną pozycję obecności najbardziej użytecznych w rolnictwie roślin oraz zwierząt nadających się do udomowienia. W największym stopniu dotyczy to obszarów Bliskiego Wschodu: jęczmień, dwie odmiany pszenicy i trzy bogate w proteiny rodzaje fasoli, len na tkaniny, kozy, owce, i bydło jako źródło mięsa, skór i kleju (z gotowanych kości i kopyt) oraz owce dające wełnę. Kiedy rozwinął się handel, odkryli na sąsiednich terenach kolejne użyteczne zwierzęta: konie i osły, świetnie nadające się do transportu. W przeciwieństwie do nich amerykańscy rolnicy mieli przed sobą zadanie wyhodowania dzisiejszej kukurydzy z jej dzikich przodków. Kukurydza nie mogła się równać pod względem wydajności i łatwości uprawy z pszenicą i jęczmieniem.
Eurazja jako całość udomowiła 13 gatunków dużych zwierząt (powyżej 44 kg wagi); Ameryka Południowa tylko jedno (jeśli liczyć lamę i alpakę jako jeden gatunek), a reszta świata żadnego. Diamond przypisuje niewielką liczbę udomowionych gatunków (14 z 148 kandydatów) działaniu – zdefiniowanej właśnie w tej książce – zasady Anny Kareniny, w myśl której sukces odnosi tylko ten z kandydatów, który nie napotka istotnych przeszkód. Wiele spośród obiecujących gatunków miało tylko jedną z możliwych przeszkód, która uniemożliwiła udomowienie. Np. konie jest łatwo udomowić, ale ich biologiczni kuzyni: zebry i onagry są nie do ujarzmienia, a azjatyckie słonie są wprawdzie podatne na tresurę, ale bardzo trudno jest je utrzymać w niewoli.
Rozległe obszary eurazjatyckich równin rozciągających się równoleżnikowo znacznie zwiększały tę przewagę. Tak wielki obszar dostarczał więcej roślin i zwierząt podatnych na udomowienie niż reszta świata razem wzięta, a ponadto ułatwiał rozprzestrzenianie nowych idei, wynalazków i chorób. Z powodu podobieństwa klimatu i podobnych pór roku łatwo było rozmnażać w całej Eurazji rośliny i zwierzęta udomowione w dowolnej części kontynentu. W Australii w ogóle nie było zwierząt nadających się do hodowli, bo wyginęły krótko po zakończeniu plejstocenu prawdopodobnie z powodu intensywnych polowań. Pierwotni mieszkańcy Ameryki mieli trudne zadanie przystosowanie rolnictwa wykształconego na jednej szerokości geograficznej do innych ekosystemów i stref klimatycznych, natomiast Afryka była podzielona na tak zróżnicowane strefy klimatyczne, że rośliny i zwierzęta, które osiągnęły sukces na jednym obszarze, nie mogły dotrzeć na inne dla nich również dogodne siedliska, ponieważ nie przetrwałyby podróży. Europa była najlepszym beneficjentem rozłożenia Eurazji na osi wschód-zachód. W pierwszym tysiącleciu p.n.e. na obszarze śródziemnomorskim zaadaptowano bliskowschodnie zwierzęta, rośliny i techniki rolnicze. W pierwszym tysiącleciu n.e. zrobiono to w pozostałej części Europy.
Obfite zasoby żywności i zaludnienie, które umożliwiły podział pracy i wykształcenie się grup specjalistów niezajmujących się rolnictwem takich jak rzemieślnicy i skrybowie przyspieszył rozwój ekonomiczny i techniczny. To właśnie ta przewaga, mająca źródło w warunkach geograficznych i biologicznych umożliwiła Europejczykom podbój innych kontynentów w ostatnich wiekach – przy użyciu tytułowych strzelb i maszyn.
Intensywnie zaludnione obszary z rozwiniętym handlem oraz bliskość zwierząt gospodarskich umożliwiły również łatwe rozprzestrzenianie się chorób, co spowodowało w procesie doboru naturalnego, rozwinięcie wysokiej odporności na rozmaite patogeny. Kiedy Europejczycy wkroczyli do Ameryki to europejskie choroby przetrzebiły miejscową populację, a nie na odwrót. Bardziej zrównoważona wymiana miała miejsce w Afryce i Azji południowej gdzie malaria i żółta febra uczyniły z tych miejsc „grobowiec białego człowieka”. Europejskie choroby (tytułowe zarazki) zdziesiątkowały tubylczą ludność i w ten sposób stosunkowo niewielka grupa Europejczyków mogła kontrolować zdobyte tereny.
Wyjaśnia również, dlaczego to zachodnioeuropejskie społeczeństwa, a nie inne euroazjatyckie potęgi stały się dominującymi kolonizatorami. Inne zaawansowane kultury Eurazji rozwinęły się na obszarach, gdzie geografia spowodowała powstanie dużych, monolitycznych, izolowanych imperiów. W tych warunkach politycznych istniał społeczny i techniczny zastój – aż do przybycia Europejczyków. Chiny są bardzo ważnym przykładem, to właśnie w 1432 cesarz zabronił budowania statków oceanicznych, w których Chiny wówczas miały przewagę nad Europą.
Geografia Europy faworyzowała bałkanizację – podział na mniejsze, zamknięte, etnicznie jednolite państwa w ich naturalnych barierach (góry, rzeki) zapewniających łatwe do obrony granice. W rezultacie rządy, które porzucały ekonomiczny i techniczny rozwój, szybko musiały naprawiać swój błąd lub były wykluczane z rywalizacji. Jako przykład tego narodowego darwinizmu Diamond podaje zniknięcie zacofanej Polski. To warunki geograficzne spowodowały szybszy proces zmiany lokalnych superpotęg, niż to było możliwe gdziekolwiek indziej w Eurazji (Hiszpania, po niej Francja, a potem Anglia).

## Przyjęcie i krytyka
Książka spotkała się z żywym przyjęciem, w tym także z krytyką. Diamond nie był pierwszym autorem wskazującym na czynniki środowiskowe jako decydujące o ludzkiej historii. W późnych latach 50. XIX w Henry Thomas Buckle próbował określić prawa rządzące historią i stwierdził, że korzystna gleba, klimat oraz łatwość produkowania żywności były istotnymi czynnikami sprzyjającymi gromadzeniu dóbr, a brak klęsk żywiołowych takich jak trzęsienia ziemi i powodzie sprawia, że ludzie są mniej podatni na przesądy, co z kolei zwiększa prawdopodobieństwo, że dokonają szybkiego postępu intelektualnego. W latach 30. XX w Annales School we Francji podjęła badania długoterminowych procesów historycznych dokonując syntezy geografii, historii i socjologii, np. badając wpływ geografii i klimatu na gospodarkę. Choć po latach 60. XX w. geografia w USA została niemal wyeliminowana jako dziedzina akademicka, w latach 90. ukazało się kilka prac historycznych opartych na geografii.
Niektórzy przypisywali Diamondowi wtórność wobec takich ewolucjonistów kulturowych jak Leslie White, Julian Steward i Ester Boserup, którzy analizowali relacje pomiędzy rolnictwem a rozwojem ekonomicznym i politycznym, oraz takich historyków jak William McNeill i Alfred W. Crosby, którzy zajmowali się związkami pomiędzy rolnictwem, europejską ekspansją i chorobami.
Krytyka zasadniczo może zostać podzielona na trzy rodzaje:

### Eurocentryczny determinizm
James Blaut krytykował książkę za ożywianie zdyskredytowanej teorii determinizmu środowiskowego i określił Diamonda jako przykład współczesnego eurocentrycznego historyka. Krytykuje go także za używanie takich pojęć jak „Eurazja” i „innowacyjny”, które, jak sądzi, prowadzą czytelnika do mylnego przeświadczenia, że to w Zachodniej Europie dokonano wynalazków technicznych, podczas kiedy naprawdę dokonano tego na Bliskim Wschodzie i w Azji. Twierdzi również, że Diamond ignoruje lub nie docenia wartości odżywczej kilku roślin spotykanych poza umiarkowaną częścią Europy, a ponadto przecenia trudność w dostosowaniu upraw do nowych warunków przez sztuczną selekcję oraz pomija fakt, że między nadającymi się dla rolnictwa obszarami o umiarkowanym klimacie istnieją w Eurazji bariery w postaci pustyń i pasm górskich. Podaje również przykłady przeniesienia roślin na osi północ-południe (najbardziej znana to uprawa kukurydzy w obu Amerykach), oraz przypomina, że w Europie najbardziej istotny rozwój ekonomiczny i technologiczny w ciągu ostatnich 500 lat dokonał się w jej północnej i zachodniej części, które są ogólnie rzecz biorąc płaskie, co znacznie osłabia przypuszczenie Diamonda, iż Europa prześcignęła Chiny, ponieważ to ukształtowanie terenu uniemożliwiało powstanie jednolitego imperium pozbawionego zewnętrznych bodźców do rozwoju.

### Czynniki polityczne
Historyk i konserwatywny publicysta Victor Davis Hanson zgadza się z Diamondem co do odrzucenia rasowych kryteriów w wyjaśnieniu dominacji Zachodu. Uważa jednak, że miały w tym znaczny udział pewne podstawowe aspekty zachodniej kultury, szczególnie takie jak: wolność polityczna, kapitalizm, indywidualizm, republika, racjonalizm i wolność słowa. Z kolei zwolennicy Diamonda argumentują, że te kulturowe aspekty powstały właśnie na skutek środowiska i zasobów dostępnych w Europie. I rzeczywiście Diamond przykłada dużą wagę do roli struktur politycznych i społecznych decydujących o tym jak zostaną wykorzystane istniejące zasoby środowiska.
Clifford Pickover przypomniał, że w XV w. Turcy zamknęli bardzo istotny szlak handlowy pomiędzy Orientem a Europą, co spowodowało, że europejscy kupcy chcieli utworzyć nowe szlaki handlowe, głównie morskie. Ten proces przyspieszył rozwój technik kartograficznych i nawigacyjnych, co pozwoliło Europejczykom podbić inne kontynenty w czasie krótszym niż sto lat.

### Krytyka argumentacji
Są także krytycy, którzy nie odrzucając tez książki, uważają niektóre z argumentów za słabe. Nawet jej zwolennicy wytykają niektóre słabości.
Niektórzy badacze wytykają, że opisywane przez Diamonda „prawa historii” np. przewaga rolniczych społeczeństw nad ich nierolniczymi sąsiadami nie zawsze się sprawdza, np. rozprzestrzenianie się mających gospodarkę łowców i zbieraczy Inuitów na Grenlandii kosztem rolników, jakimi byli wikingowie. Ale Diamond też o tym pisze i sam użył przykładu Grenlandii, a tę przewagę uważa za pewne uproszczenie. Nowsze badania wykazały, że wikingowie przystosowali się do zmieniającego się środowiska, w XIV w. źródłem 50–80% ich pożywienia było morze. Pisze również, że niektóre z jego tez nie mają zastosowania do większych obszarów zamieszkanych przez wiele zróżnicowanych grup ludzkich, szczególnie dotyczy to tubylczych Amerykanów.
W przychylnej recenzji profesor historii Tom Tomlinson przyznaje, że choć „biorąc pod uwagę wielkość zadania, które przed sobą postawił, nieunikniony jest pewien rozmach pomijający wiele niepasujących do obrazu szczegółów”, ale nadmierna szkicowość wywodu Diamonda jest wadą książki. Dotyczy to szczególnie ostatnich 500 lat. Autor pomija zbyt wiele z obecnej literatury o interakcjach kulturowych w historii nowożytnej, np. ominął prawie całą podstawową literaturę dotyczącą historii imperializmu i postkolonializmu czy teorii systemów-światów omawiającej ostatnie 500 lat. Dodaje, iż europejskie imperia dokonujące podbojów w Azji (Anglicy w Indiach i Holendrzy na Jawie) nie wykorzystywały przewagi technologicznej w uzbrojeniu ani rozprzestrzeniania chorób.
Inny historyk, prof. J. R. McNeill, książkę chwali, ale wytknął kilka błędów:
- Diamond usiłuje wyjaśnić coś, co tak naprawdę jest bardzo proste – Eurazję w ciągu ostatnich kilku tysięcy lat zamieszkiwała zdecydowana większość ludzkości i zwykły rachunek prawdopodobieństwa wskazywałby, że w każdym dowolnym momencie historii najpotężniejsza i rozwinięta cywilizacja będzie gdzieś na tym obszarze.
- Wyjaśnienie tymczasowej dominacji danego społeczeństwa za pomocą takich niezmiennych (w historycznej skali) warunków jak geografia jest niespójne logicznie.
- Polityczna fragmentacja może być przynajmniej w takim samym stopniu przeszkodą (jak to jest np. w Afryce Zachodniej) jak ułatwieniem rozwoju.
- Przez ponad 5 tys. lat Egipt cechował się wysokim zaludnieniem i zaawansowanym ustrojem społecznym, a jego losy zmieniały się w znacznym stopniu przez różne epoki; analiza Diamonda nie wyjaśnia tego.
- Nacisk, jaki Diamond kładzie na przewagę osi wschód-zachód nad osią północ-południe, jest w najlepszym razie uproszczeniem, obszary Eurazji leżące na podobnych szerokościach różnią się klimatem.
- Rozprzestrzenianie użytecznych roślin i zwierząt wynikało tak samo z czynników geograficznych, jak i z działalności człowieka, głównie handlu i migracji.
- Ludzie mogą zmieniać swoje środowisko na gorsze: np. Mezopotamia, którą Diamond prezentuje jako kolebkę zachodniej cywilizacji, popełniła ekologiczne samobójstwo (używając technik melioracyjnych powodujących zasolenie i wyjałowienie gleby).

## Odpowiedź na krytykę
Na samym początku Diamond rozważa trzy możliwe zarzuty:
- Jeśli uda się wyjaśnić, co jest przyczyną dominacji jednej kultury lub społeczeństwa nad innymi, czy nie będzie to oznaczało usprawiedliwienia tej dominacji? A ponadto, czy jeśli uznamy, że ten fakt dominacji był nieuchronny, to czy nie oznacza to jednocześnie, że próba zmiany tego stanu rzeczy jest daremna?

Odpowiada na to, że nie powinniśmy mylić wyjaśnienia przyczyn z usprawiedliwianiem wyników. „[Psychologowie, historycy społeczeństw i lekarze] nie usiłują usprawiedliwić morderstw, gwałtów, ludobójstwa i choroby”. Raczej badają przyczyny, by można było zaradzić skutkom.
- Czy zadanie takiego pytania nie zakłada automatycznie europocentryzmu i gloryfikacji Europejczyków?

Ale według Diamonda „większość książki dotyczy ludzi innych niż Europejczycy”, jej celem jest opisanie procesów historycznych zachodzących pomiędzy ludami nieeuropejskimi. Jest daleki od gloryfikowania Europejczyków; zauważa, że większość podstawowych elementów ich cywilizacji powstało gdzie indziej i dopiero później zostały importowane. Wielokrotnie powtarza, że postęp jaki dokonał się w Eurazji wynika ze szczęśliwego połączenia warunków geograficznych oraz flory i fauny, a nie z samej kultury europejskiej jako takiej. Ludzie żyjący na innych obszarach świata doszliby do podobnych rezultatów, różnica polega na tym, że dzięki szczęśliwemu dla nich splotowi okoliczności ludy eurazjatyckie mogły wystartować dużo wcześniej.
- Czy określenia takie jak „cywilizacja” i „wzrost cywilizacji” nie dają fałszywego wrażenia, że cywilizacja jako taka jest dobra, a tryb życia łowców-zbieraczy – godny pożałowania?

Jest wręcz przeciwnie, według Diamonda cywilizacja ma również swoje negatywne skutki.
Diamond sam zakłada oskarżenie o europocentryzm. Już na początku wstępu pisze „społeczeństwa używające pisma i metalowych narzędzi podbiły i lub dokonały eksterminacji innych społeczeństw. I prawie jednocześnie zauważa, że większość opisów historii zbytnio koncentruje się na zachodniej Eurazji i tym małym fragmencie ludzkiej historii, który nastąpił po wynalazku pisma. W szczególności jak pisze „historia skoncentrowana na zachodnioeuropejskich społeczeństwach kompletnie pomija dość oczywiste i ważne pytanie: Dlaczego właśnie te społeczeństwa stały się tak potężne i innowacyjne?... Dlaczego taki rozwój społeczny i techniczny nastąpił w Europie, a gdzie indziej w mniejszej skali lub wcale? Dlaczego kapitalizm nie rozwinął się w prekolumbijskim Meksyku, merkantylizm w Czarnej Afryce, dlaczego nowożytna nauka nie powstała w Chinach?”.
Później w książce Diamond pokrótce analizuje przyczyny, dla których niektóre cywilizacje, które rozwinęły rolnictwo, rozwarstwienie społeczne i urbanizację nie stały się potęgami na skalę światową. Przytacza przykład południowo-zachodniej Azji, której intensywne rolnictwo zniszczyło środowisko, spowodowało pustynnienie i wyjałowiło glebę oraz środkowych Chin, gdzie było mniej takich barier geograficznych takich jak pasma górskie czy morza i zjednoczenie nastąpiło stosunkowo wcześnie (dynastia Qin) i prowadziło do stagnacji, głównie z powodu braku zewnętrznych konkurentów, którzy mogliby wymusić zmianę izolacjonistycznej polityki. Głównym tematem książki są dzieje ludzkości od prehistorii do około 1500 n.e. i z tego powodu nie zajmuje się takimi sprawami jak kolonializm, postkolonializm, czy innymi zjawiskami świata nowożytnego. Ponadto – jak pisze Diamond – Eurazja, choć niekoniecznie Europa, nieuchronnie zdominowałaby świat.
W swoim późniejszym artykule Diamond odnotowuje, że ok. 1500 n.e. podczas dynastii Ming Chińczycy mieli przewagę na morzu, ale nie wykorzystali jej z powodu jednej politycznej decyzji (hai jin, co znaczy „ocean jest zakazany”). Podobnie było w Japonii, gdzie broń palna była znana od kontaktu z Portugalczykami w 1543 i w ciągu półwiecza nauczono się wytwarzać najlepszą w świecie broń, ale ponieważ zagrażała potędze klasy samurajów, więc ci doprowadzili do ograniczenia, a w końcu zakazu jej produkcji. Diamond zauważa, że taki zakaz mógł mieć miejsce tylko w politycznie zjednoczonym i izolowanym kraju jak Japonia czasów siogunatu Tokugawy. Tymczasem Europa była podzielona na dziesiątki królestw, księstw i innych organizmów politycznych i nie istniała żadna tego typu władza, która mogłaby narzucić izolację lub zastój. Indie były natomiast zbytnio podzielone by móc dokonać tak dynamicznego rozwoju jakiego doświadczyła Europa.
Na podawane przez krytyków przykłady szybko rozwijających się krajów odpowiada iż są to wzrosty krótkoterminowe, najczęściej nie przekraczające półwiecza. Zjawisko gwałtownie rozwijających się gospodarek (takich jak np. „azjatyckie tygrysy”) jest zwykle wyjaśniane jako dołączenie do czołówki dzięki transferowi technologii i kapitału, co w czasach przed 1500 n.e. byłoby niezwykle trudne. Przypadki kultur, które pomimo świetnych warunków środowiskowych popadały w stagnację lub stały się przedmiotem podbojów są w książce wielokrotnie przytaczane, Według Diamonda to potwierdza jego tezy odnośnie do procesów wymiany kulturowej przebiegającej w obrębie kontynentów, ale – aż do XVI w. – nie pomiędzy nimi. W następnej książce Upadek łączy środowisko i los konkretnych cywilizacji bardziej ściśle, ale tu ów determinizm dotyczy raczej skali kontynentu, a nie poszczególnych kultur.
Pogląd Diamonda jest w dużym stopniu deterministyczny i zakłada, że eurazjatycka dominacja była nieuchronna lub przynajmniej najbardziej prawdopodobna (co jest czasem nazywane determinizmem geograficznym). Jednakże Diamond później przytacza przykłady decyzji politycznych i uznaje, że to geograficzna izolacja sprawiła, że ich skutki były tak długotrwałe i poważne (np. zakaz budowy statków oceanicznych za chińskiej dynastii Ming). I pyta wprost, czy fakt nieuchronności tej dominacji nie usprawiedliwia jej obrony i nie udaremnia próby zmiany stanu rzeczy. Odpowiedź na to pytanie jest negatywna. Ponadto zauważa, że obecnie negatywne skutki geograficznego determinizmu mogą zostać stosunkowo łatwo zniwelowane dzięki współczesnej technice – natomiast gdybyśmy dowodzili determinizmu rasowego, z pewnością mogłoby to zostać użyte do uzasadnienia ludobójstwa.